# Bomarea graminifolia
Bomarea graminifolia är en alströmeriaväxtart som beskrevs av Luis Aloysius, Luigi Sodiro. Bomarea graminifolia ingår i släktet Bomarea och familjen alströmeriaväxter. IUCN kategoriserar arten globalt som akut hotad.
Artens utbredningsområde är Ecuador. Inga underarter finns listade i Catalogue of Life.